# نعومي إليمرز
نعومي إليمرز أو نايومي (بالإنجليزية: Naomi Ellemers)‏ ولدت في عام 31 يناير 1963 في أمستردام. هي أستاذة علم النفس وعلم النفس الاجتماعي وأستاذة متميزة في جامعة أوتريخت منذ سبتمبر 2015. ومنذ عام 2011، أصبحت إليمرز عضوًا في الأكاديمية الملكية الهولندية للفنون والعلوم.